# Phaonia paradisincola
Phaonia paradisincola är en tvåvingeart som beskrevs av Xue, Zhang och Zhu 2006. Phaonia paradisincola ingår i släktet Phaonia och familjen husflugor. Inga underarter finns listade i Catalogue of Life.